# Крістофер Салліван
Крістофер Салліван (англ. Christopher Sullivan; нар. 18 квітня 1965) — американський футболіст, що грав на позиції півзахисника.
Виступав, зокрема, за клуби «Дьйор» та «Дьйор», а також національну збірну США.

## Клубна кар'єра
У дорослому футболі дебютував 1989 року виступами за команду «Орландо Лаєнс».
Своєю грою за цю команду привернув увагу представників тренерського штабу клубу «Дьйор», до складу якого приєднався 1990 року. Відіграв за клуб з Дьйора наступний сезон своєї ігрової кар'єри.
Протягом 1991 року захищав кольори клубу «Ландскруна БоІС».
У 1991 році уклав контракт з клубом «Брондбю», у складі якого провів наступний рік своєї кар'єри гравця.
З 1992 року один сезон захищав кольори клубу «Герта».
З 1996 року знову, цього разу один сезон захищав кольори клубу «Дьйор».
Завершив ігрову кар'єру у команді «Сан-Хосе Ерзквейкс», за яку виступав протягом 1997 року.

## Виступи за збірну
У 1987 році дебютував в офіційних матчах у складі національної збірної США.
У складі збірної був учасником чемпіонату світу 1990 року в Італії.
Загалом протягом кар'єри в національній команді, яка тривала 6 років, провів у її формі 19 матчів, забивши 2 голи.